# اس‌اس گوتیک (۱۸۹۳)
اس‌اس گوتیک (۱۸۹۳) (به انگلیسی: SS Gothic (1893)) یک کشتی بود که طول آن ۴۹۳ فوت (۱۵۰٫۳ متر) بود. این کشتی در سال ۱۸۹۳ ساخته شد.